# Wiszer

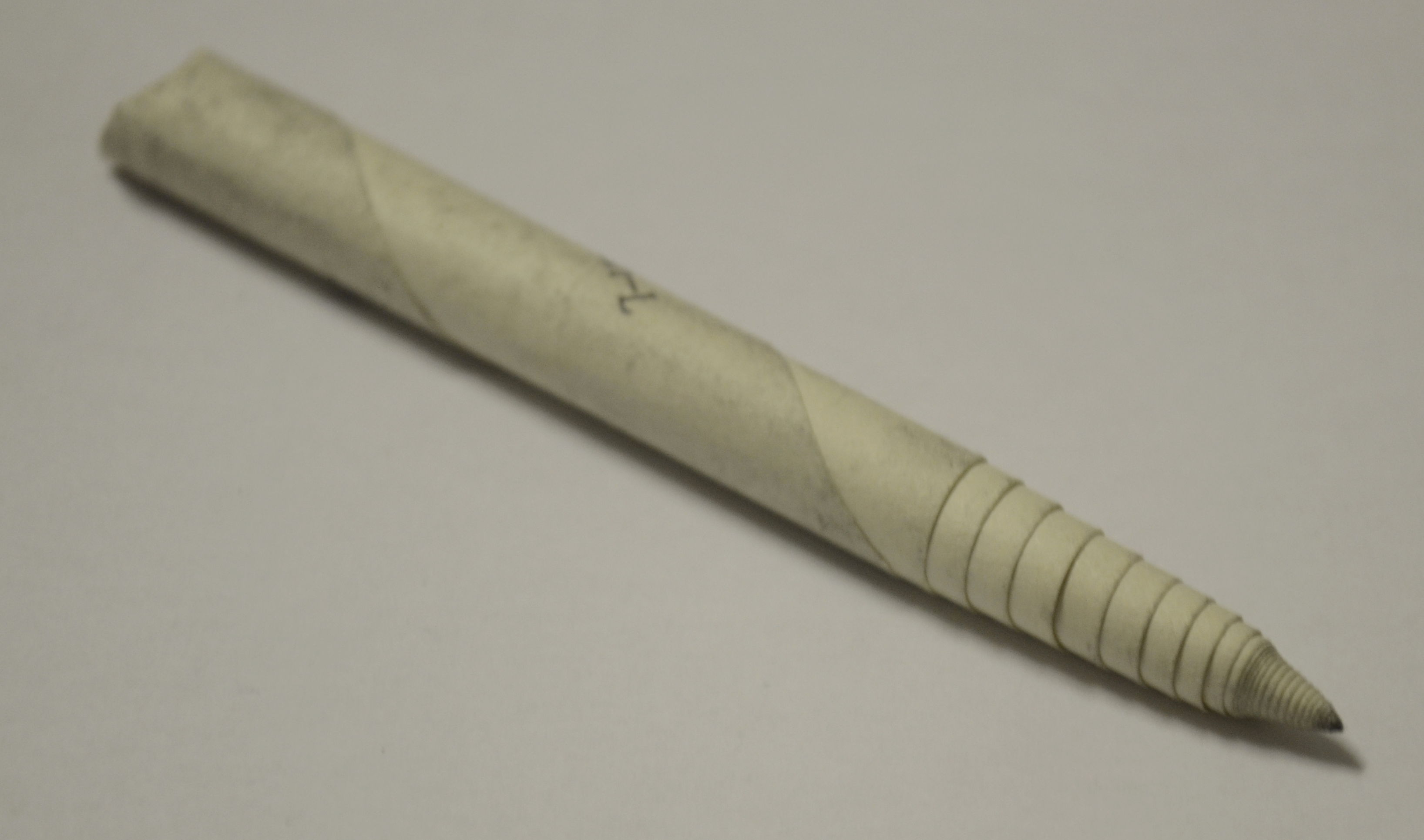
Przykład wiszera

Wiszer (wiszor) – narzędzie służące do osłabiania, zmiękczania i rozmazywania kreski w rysunku węglem, pastelem lub kredą, pozwalając na uzyskanie efektu zamglenia lub rozmycia. Służy także do mieszania kolorów w rysunku kolorowym. Najczęściej jest to łopatka lub pałeczka z miękką, filcową końcówką. 
Wiszer bywa sporządzany samodzielnie przez artystów, np. w formie ciasno zwiniętego tamponu płóciennego lub patyczka owiniętego watą. Produkowany jest także w formie pałeczek z ciasno zwiniętej i sklejonej taśmy papierowej o różnych twardościach (po zabrudzeniu wierzchołka można odwinąć i oderwać zużytą część). Obecnie stosowany rzadko, głównie do roboczych szkiców. Przez niektórych nauczycieli rysunku niezalecany ze względu na niszczenie swobodnego, spontanicznego charakteru kreski i możliwość maskowania niezręczności w jej prowadzeniu.